# Saczchere
Saczchere – miasto w Gruzji, w regionie Imeretia. W 2014 roku liczyło 6140 mieszkańców.